# Чоп (станція)
Чоп (Чоп-Пасажирський) — вузлова позакласна сортувальна залізнична станція Ужгородської дирекції Львівської залізниці на перетині чотирьох ліній: зі сходу до станції примикає лінія Стрий — Чоп, на захід — лінія Чоп — Кошиці (Ширококолійна залізниця Чоп — Чєрна-над-Тисою), на південь — відгалужується лінія Чоп — Ньїредьгаза, на північ — лінія Чоп — Ужгород — Самбір. Розташована в місті Чоп Закарпатської області.
На станції Чоп діє приміський та міжнародний вокзали, міжнародний пункт контролю «Чоп» з Угорщиною (Дружба) / Словаччиною (Страж) та однойменне локомотивне депо.

## Історія
Станція відкрита 25 серпня 1872 року в складі першої закарпатської залізниці Шаторальяуйхей — Чоп. 28 серпня 1872 року відкрита лінія до Ужгорода, 24 жовтня — до Королево.
Станція одразу ж набула статусу вузлової, де сполучаються лінії з Будапешта, Братислави та Мукачево.
У 1962 році станція електрифікована постійним струмом (=3 кВ) в складі дільниці Мукачево — Чоп. У 1968 року електрифіковано лінію Чоп – Самбір.
За даними «Інвестиційного атласу України» за 2019 рік, вокзал станції Чоп щорічно обслуговує 0,08 млн пасажирів, загальна його площа становить 7100 м².
У квітні 2024 року «Укрзалізниця» розпочала проєкт будівництва європейської колії Чоп — Ужгород, з метою сполучення Ужгорода з великими європейськими містами. У серпні 2024 року започаткований комплекс робіт з підготовки земельного полотна до укладення євроколії 1435 мм. Передбачалося, що завершення будівництва євроколії наприкінці 2024 року, проте згодом стало відомо реалізація модернізації колій від державного кордону  (дільниця 1435 мм) має бути завершена в середині 2025 року.

## Пасажирське сполучення
На станції Чоп зупиняються всі поїзди далекого та міждержавного сполучення для здійснення прикордонного та митного контролю. Однак для більшості приміських поїздів станція є транзитною на маршруті руху.

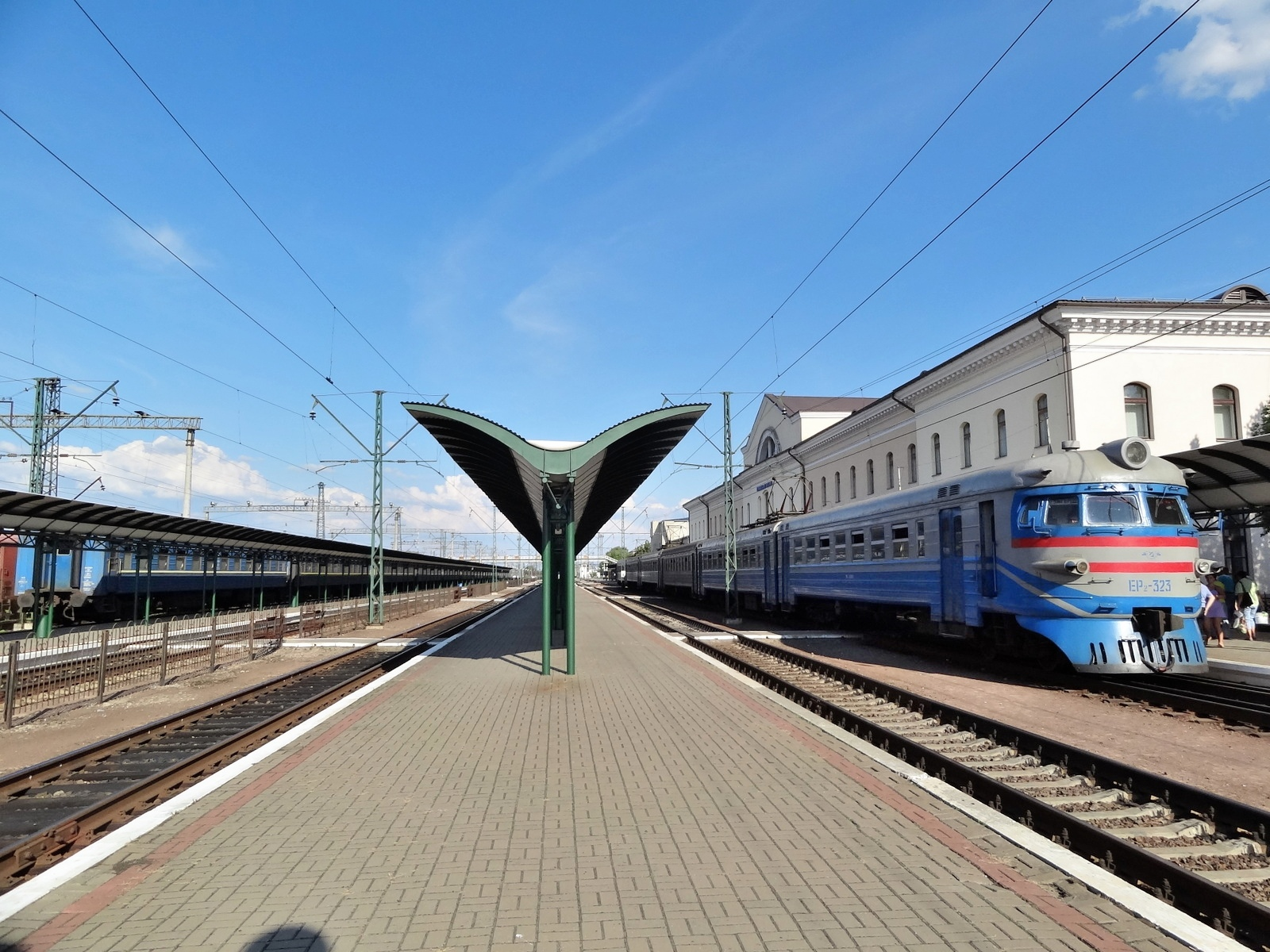
Приміський електропоїзд ЕР2-323 на станції Чоп
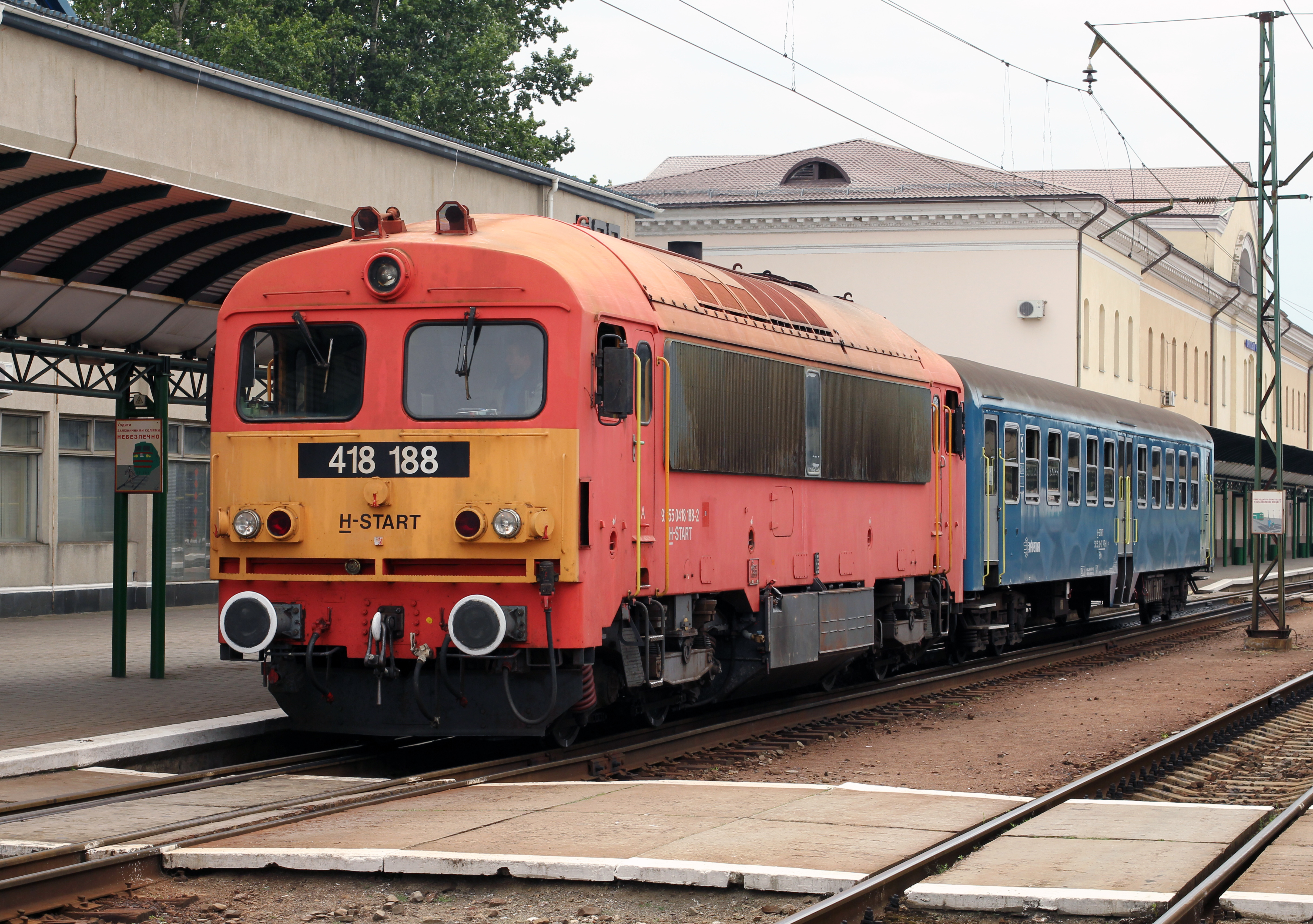
Тепловоз MÁV M41 418 188 виробництва Угорщини на станції Чоп
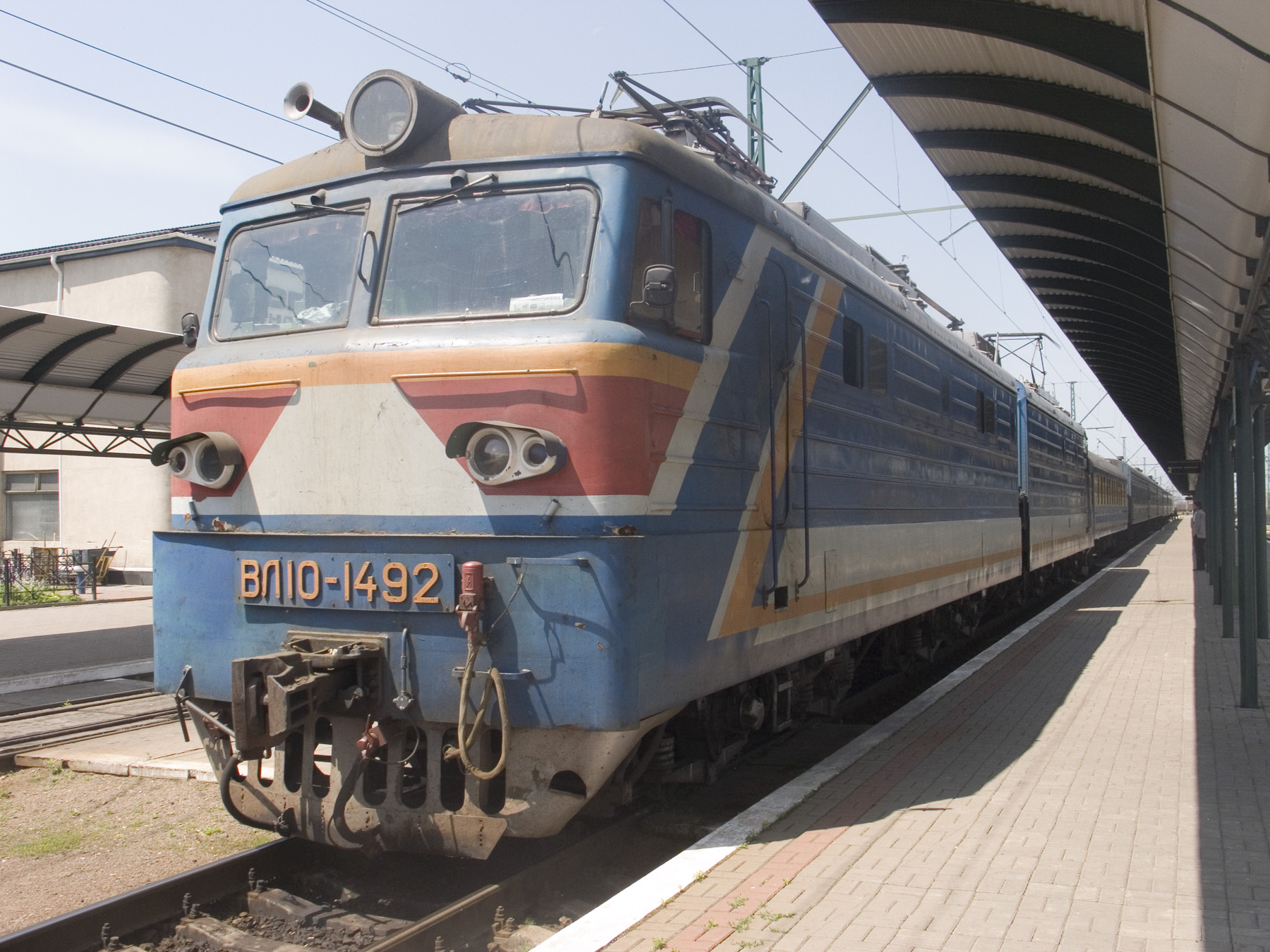
ВЛ10-1492 з пасажирським поїздом

З 10 грудня 2023 року призначений новий прямий поїзд № 143/146 сполученням Чоп — Відень, яким є можливість здійснити зручну пересадку для пасажирів поїзду № 367/368 сполученням Луцьк — Рівне — Чоп — Ужгород та на групу вагонів безпересадкового сполучення з Києва через Львів.

## Галерея

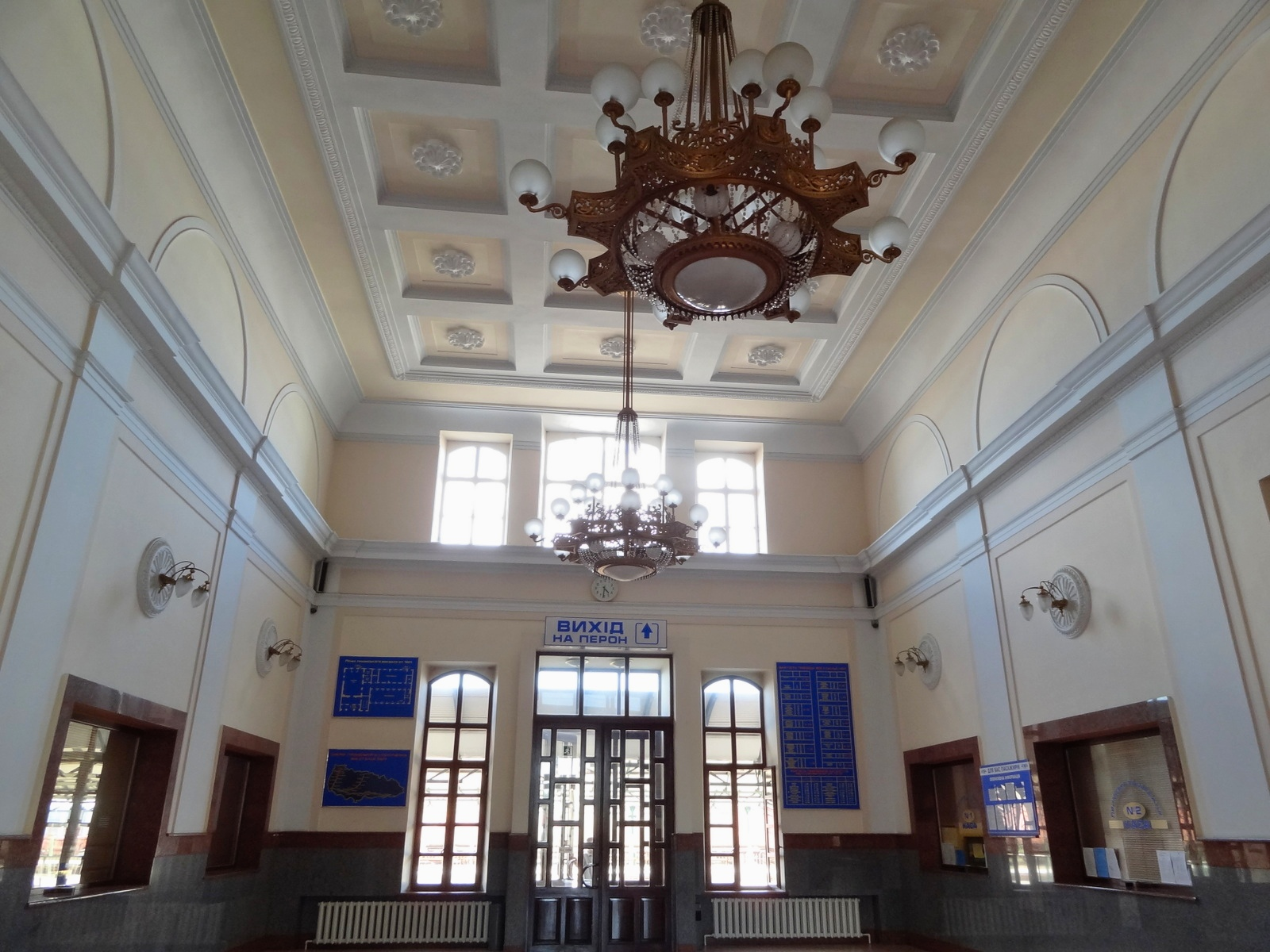
Інтер'єр вокзалу
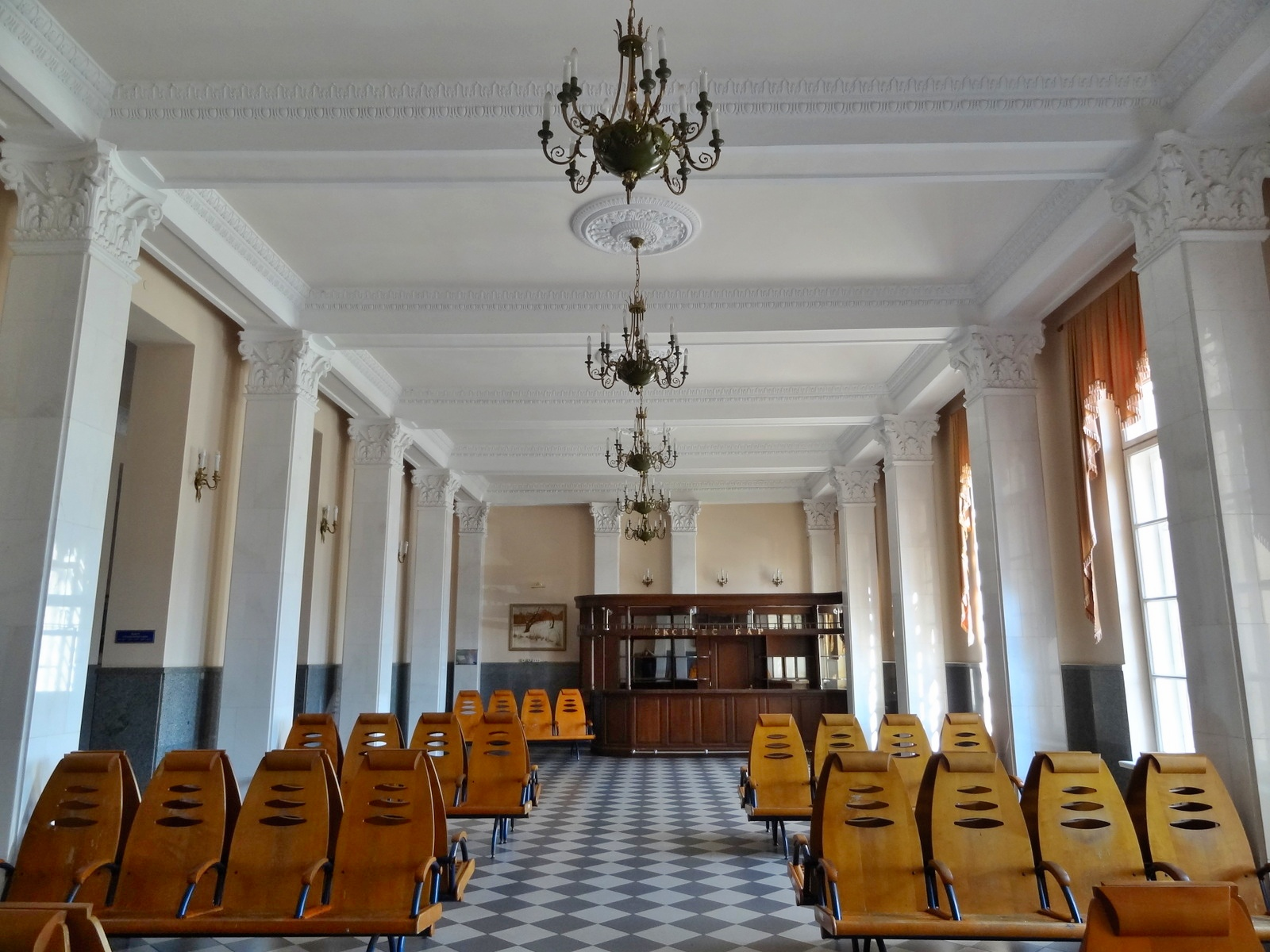
Зал чекання
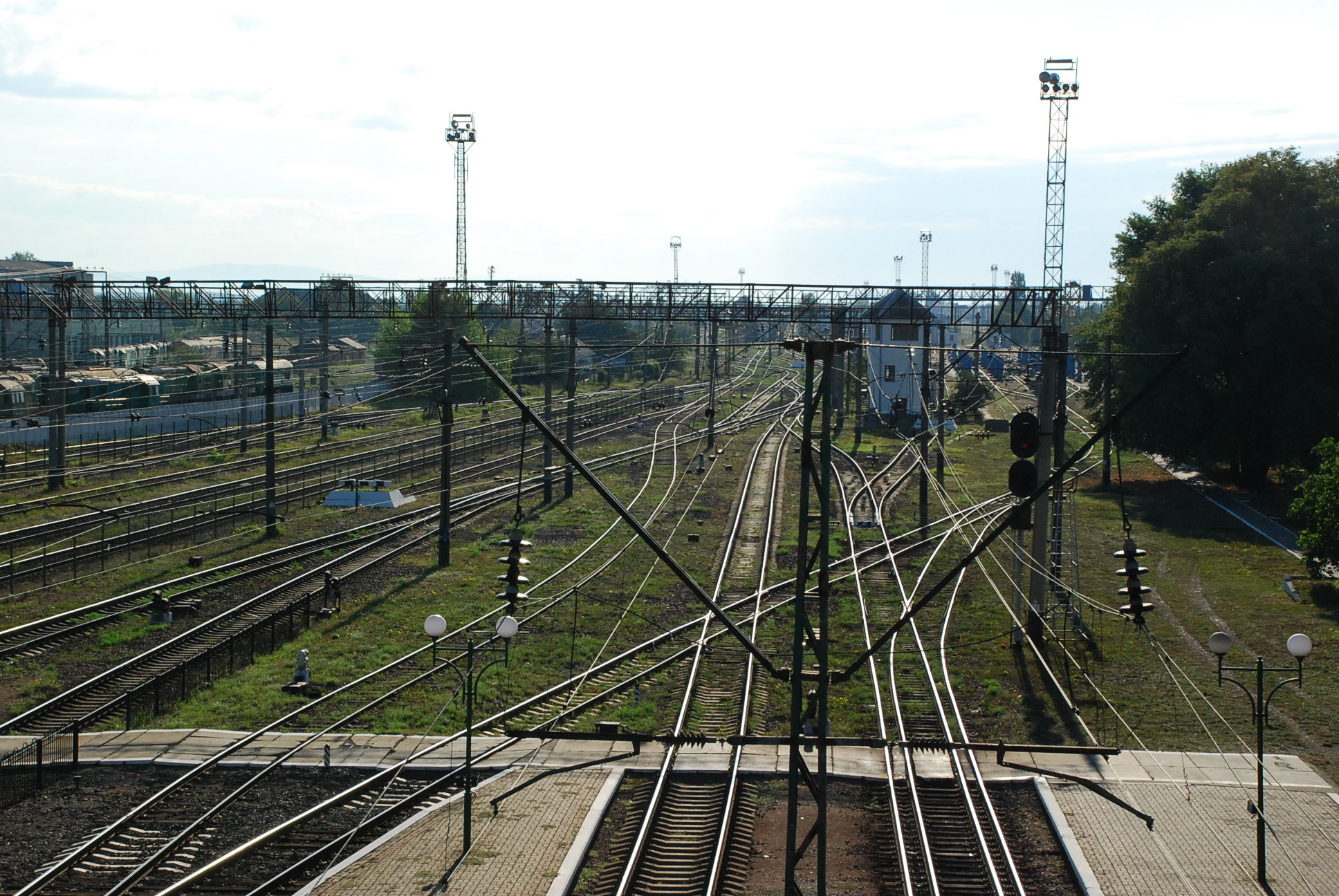
Колійний розвиток станції
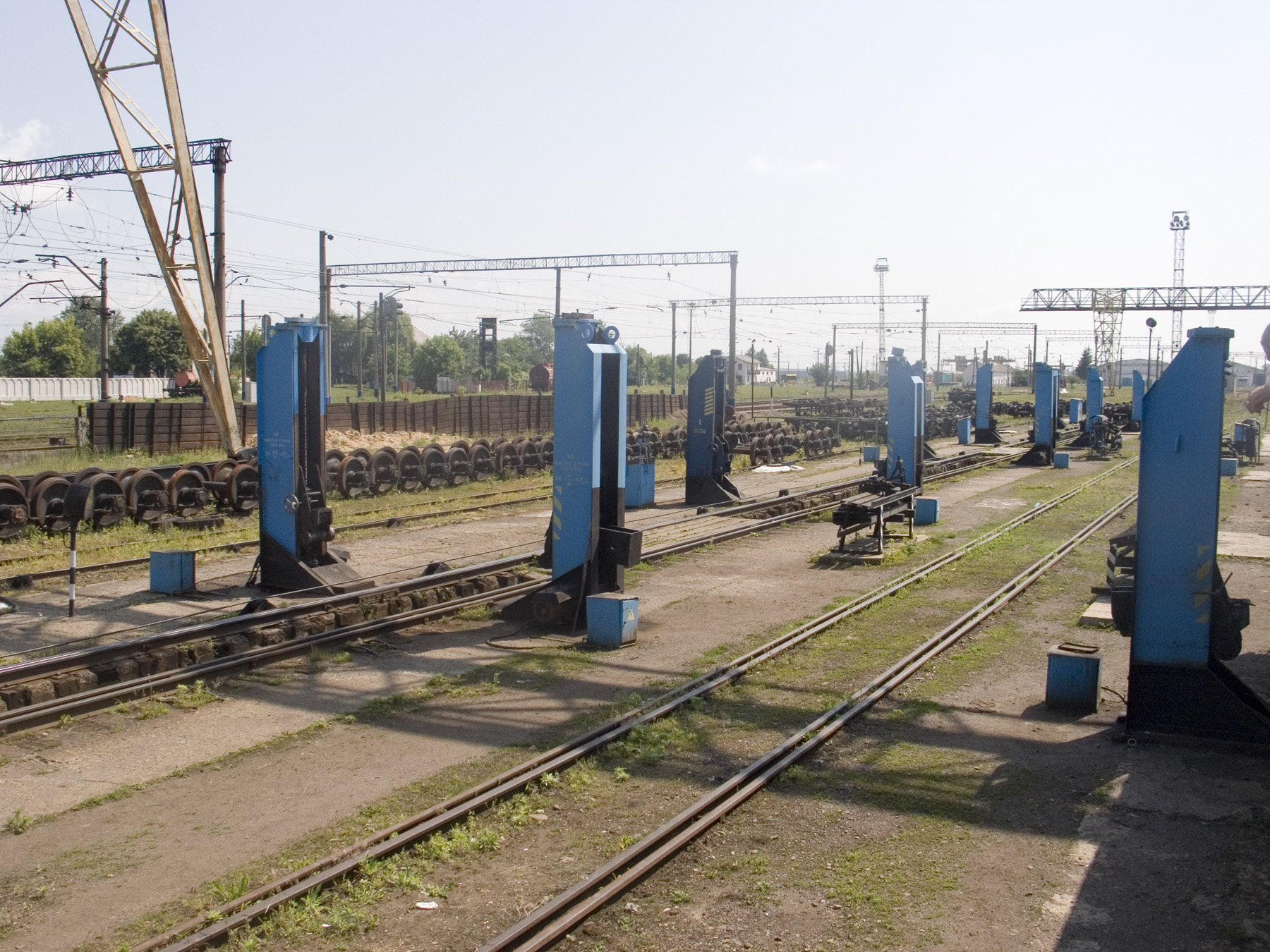
Пункт зміни колісних пар на станції Чоп